# Ахмад ан-Нами
Ахмад ибн Мухаммад ад-Дарими аль-Масиси ан-Нами, также известный как Абуль-Аббас ан-Нами (922, Мопсуестия, Аббасидский халифат — 1009) — арабский поэт и лингвист. В своей поэзии он находился под влиянием аль-Мутанабби. Его стихи полны метафор и каламбуров. Ас-Саалиби считал его одним из самых выдающихся поэтов.

## Биография
Ахмад ан-Нами родился в 310 году по Хиджре. В юности он работал мясником. Сохранилось мало подробностей его жизни до момента его приезда в Алеппо, где он снискал расположение Сайф ад-Даулы. Он считался одним из самых выдающихся поэтов двора Хамданидов, соперничая с аль-Мутанабби. Когда аль-Мутанабби покинул двор Сайф ад-Даулы, он стал его преемником в руководстве поэтами Алеппо. Ан-Нами учился у ряда лингвистов и литературоведов, включая аль-Ахфаша аль-Асгара, Ибн Дураставайха и Абу Бакра ас-Сули. Он был лингвистом, а также сочинял стихи и писал труды по арабскому языку. Ан-Нами умер в 399 году по Хиджре.

## Труды
Ему принадлежит сборник стихов, а также «Книга рифм» и труд «Диктанты».